# Bošácká dolina
Bošácká dolina je geomorfologický prvek Bílých Kapat, pohoří na česko–slovenském pomezí. Údolí začíná u hraničního vrcholu Velký Lopeník (912 m n. m.) a táhne se údolím potoka Bošáčky v délce asi 20 kilometrů až k ústí Bošáčky do Váhu v Trenčianských Bohuslavicích. V údolí leží postupně (vedle již uvedené) obce Nová Bošáca, Zemianske Podhradie a Bošáca.